# Ардукоба
Ардукоба (арапски: اردوكوبا) је вулкан са пукотинским отворима у Џибутију. Смештен је на обали, удаљен 100 километара од града Џибутија. Његов врх налази се на 298 m надморске висине. Последњи пут је еруптирао у новембру 1978. након земљотреса, а подручје је било неактивно 3.000 година. Вулкански рифт широк је 17 km и има дубину од 800 m.
Влада Џибутија покренула је предлог са Унеском да се зона језера Асал, укључујући вулкан Ардукобу и његову околину, прогласи за светску баштину.

## Географија
Ардукоба је вулкан настао из вулканске пукотине. Састоји се од гомиле базалтне шљаке која формира три купе које емитују два тока течне базалтне лаве. Ове еруптивне карактеристике сврставају Ардукобу међу црвене вулкане које храни рифтна магма. Поменута вулканска пукотина правцa пружања северозапад-југоисток део је система раседа Велике Раседне долине између блока Данакил на североистоку и депресије Афар на југозападу.